# Calothorax
Calothorax G.R.Gray, 1840 è un genere di uccelli della famiglia Trochilidae, diffusi in Messico e nell'estremo meridione degli Stati Uniti.

## Descrizione
Le due specie apparenti al genere Calothorax hanno un piumaggio praticamente identico. Entrambe le specie presentano infatti un lungo becco leggermente ricurvo e il dorso verdastro. I maschi presentano una lunga coda biforcuta e la gola di colore viola iridescente. Le femmine hanno la coda più corta e la gola chiara.

## Tassonomia
Comprende le seguenti specie:
- Calothorax lucifer (Swainson, 1827) - colibrì luciferino, colibrì lucifero
- Calothorax pulcher Gould, 1859 - colibrì magnifico, colibrì bello